# Pierre Debans
Pour les articles homonymes, voir Debans.
Pierre Debans, né à Bordeaux le 1er nivôse an IV, soit le 22 décembre 1795, mort à Bordeaux le 23 septembre 1866, est un financier, homme d'affaires et administrateur français du XIXe siècle. 
Agent de change, plusieurs fois élu syndic de la compagnie des agents de change de Bordeaux, il organise et réforme la profession, introduit le Marché à terme, institue un système d'achat d'actions à crédit, développe la place financière de Bordeaux sous la monarchie de Juillet et sous la Deuxième République. 
Il finance et fait construire une douzaine de ponts suspendus et un des premiers chemins de fer sous la monarchie de Juillet et le Second Empire. Il est le président ou l'administrateur de sociétés remportant et exploitant ces concessions de marchés publics. Il possède et dirige aussi quelques industries et compagnies de transport locales. Il est alors un des deux cents principaux actionnaires de la Banque de France.

## Biographie
Pierre Debans, né en 1795, est le fils aîné de Joseph Debans (ou Desbans), fabricant de bouchons de bouteilles, et de Marie Chassaigne. Il est souvent appelé « Debans l'aîné ».
Il est d'abord commis, puis commis principal chez « Gimet fils aîné », agent de change à Bordeaux,.
En 1825, il reprend la charge Coudert, et devient ainsi agent de change. Il a alors 30 ans. 

### À la tête de la Bourse de Bordeaux

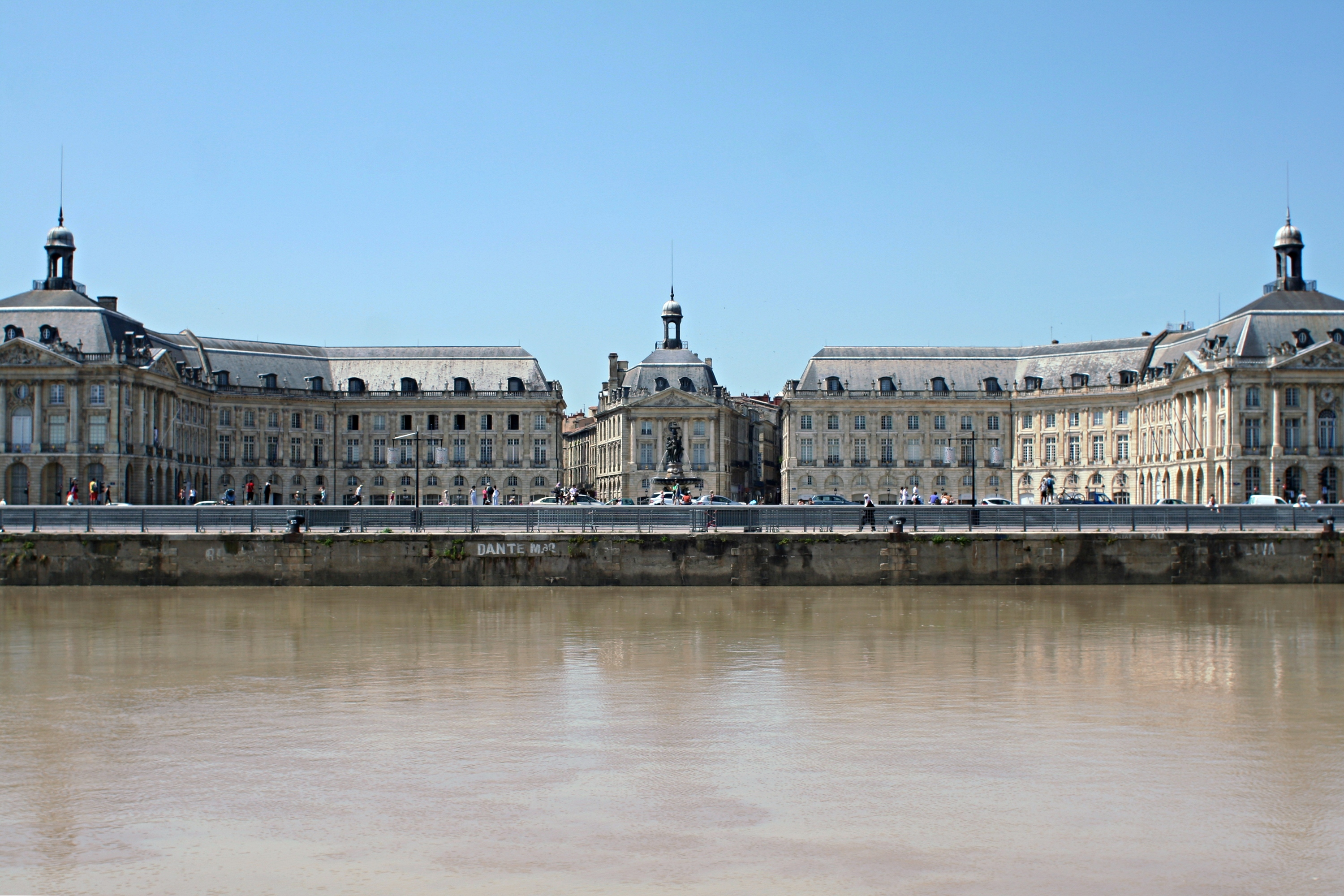
Place de la Bourse à Bordeaux

Après neuf ans à la direction de sa charge, Pierre Debans est élu syndic de la compagnie des agents de change de Bordeaux de 1834 à 1839, premier adjoint au syndic en 1840, et de nouveau syndic de 1841 à 1843, et de 1848 à 1851,. 

#### Organisation, réformes et innovations
La Compagnie avait vainement essayé de s'organiser de 1822 à 1832. Un an après son élection de 1834, Pierre Debans institue en 1835 l'organisation de la Compagnie des agents de change ; il en règlemente la profession en établissant un nouveau règlement interne, qu'il fait adopter en septembre 1835. Il s'efforce d'unifier la Compagnie en ramenant « à l'exécution des règlements » plusieurs dissidents, et il met du temps à y parvenir. Il doit aussi lutter contre des abus et des fraudes basées notamment sur des communications rapides de cotes entre bourses, notamment avec celle de Paris,. Il réussit par son travail et son habileté.
Debans innove en instituant le Marché à terme, appelé alors cote à terme. Il crée aussi une préfiguration locale du Règlement mensuel, et qui permet l'achat d'actions à crédit, par un système de « reports »,,. Il développe ainsi le marché financier régional.

#### Résiste à la crise; retour de la prospérité
Par son expérience, il parvient à sauver la compagnie lors de la crise de 1846-1850 avec de fortes économies et en continuant à réglementer la profession. Il ne quitte la fonction de syndic qu'en décembre 1851, lorsque les affaires sont rétablies et connaissent une forte prospérité avec un « âge d'or du marché »,,.
Il prend sa retraite d'agent de change et vend sa charge en 1854.

### Administrateur, concessionnaire d'ouvrages publics

Pont suspendu

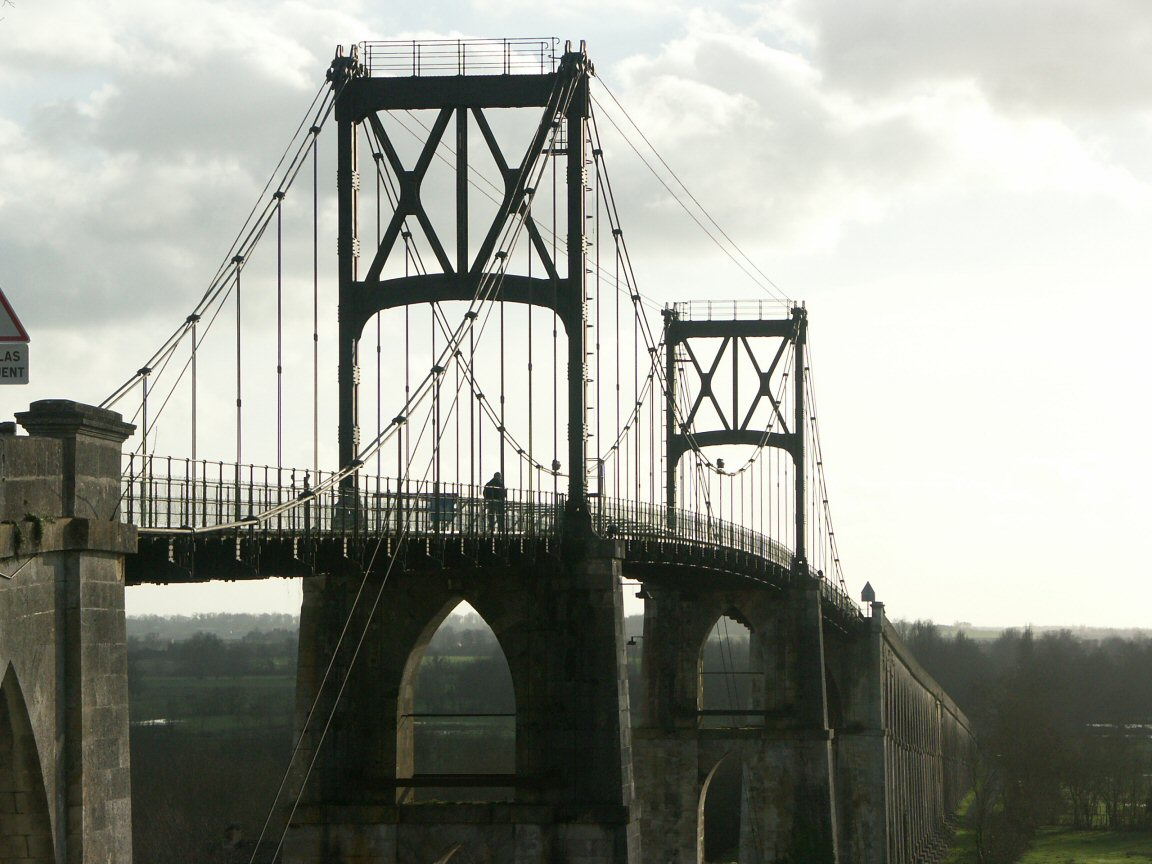
Pont suspendu de Tonnay-Charente (1842) sur concession Debans.

En plus de son activité d'agent de change et de syndic, membre de la chambre de commerce et d'industrie de Bordeaux, Pierre Debans est concessionnaire d'ouvrages publics et administrateur de sociétés, dans le domaine des ponts suspendus et des chemins de fer ; il investit aussi dans les omnibus, dans l'industrie et devient un des principaux actionnaires de la Banque de France. 

#### Ponts suspendus
En 1832, il obtient l'adjudication du marché de construction d'un pont suspendu sur l'Aveyron, près de Loubéjac, entre Montauban et Cahors en Tarn-et-Garonne. Il obtient ensuite la concession d'autres ponts suspendus, notamment sur la Dordogne, commune de Branne, près de Libourne, en 1833, avec concession de 99 ans ; en 1834 il forme avec trois associés dont Jules Seguin, frère et associé de Marc Séguin, la Société anonyme des quatre ponts à construire sur la Garonne.
Sur la Charente, Debans obtient en 1839 la concession pour le pont suspendu de Tonnay-Charente en Charente-Inférieure, maintenant Charente-Maritime. La société qu'il constitue alors n'est pas autorisée, mais il conserve ses droits de concessionnaire ; il s'associe à la société concurrente qui construit ce pont en 1841-1842 sur la concession de 77 ans octroyée à son nom, et bénéficiant d'une subvention de 250 000 francs,. Protégé comme monument historique avec ses anciens pavillons de péage, c'est actuellement un des plus vieux ponts suspendus d'Europe. 
Pour le pont suspendu de Cadillac, en 1844, il obtient l'adjudication en proposant la durée de concession la plus courte : 27 ans. En 1845 pour un pont suspendu sur la Garonne à Couthures (Lot-et-Garonne), le marché lui est adjugé avec concession de 31 ans, sur la base du cahier des charges de 1844 ; le pont est terminé en 1846,. Il fait construire un autre pont suspendu sur la Garonne à Cérons (Gironde), plus tard reconstruit en 1877-1880. En 1857 il publie une réclamation au Conseil d'État, au titre de la société anonyme du pont de Cubzac ; il en est un des deux administrateurs lors de l'approbation des nouveaux statuts en 1861,.

#### Usine
Debans achète en 1854 l'usine de poterie de la Pointe, à Gradignan (Gironde). Il y fait construire un 3e four industriel, ainsi que le logement patronal. Il les revend plus tard au baron Haussmann.

#### Chemin de fer, transports
Pierre Debans est soumissionnaire pour la concession d'un des premiers chemins de fer de France, le chemin de fer de Bordeaux à La Teste, en 1838. Il démontre que trois autres soumissionnaires n'ont pas satisfait au cahier des charges, et obtient qu'ils soient écartés ; mais, ayant fait une offre moins avantageuse que M. de Vergès, il n'est pas retenu ; pourtant il devient plus tard administrateur de la société adjudicataire, la Compagnie du chemin de fer de Bordeaux à Teste : il en est l'un des administrateurs en 1853 et lors de l'approbation des nouveaux statuts en 1855.

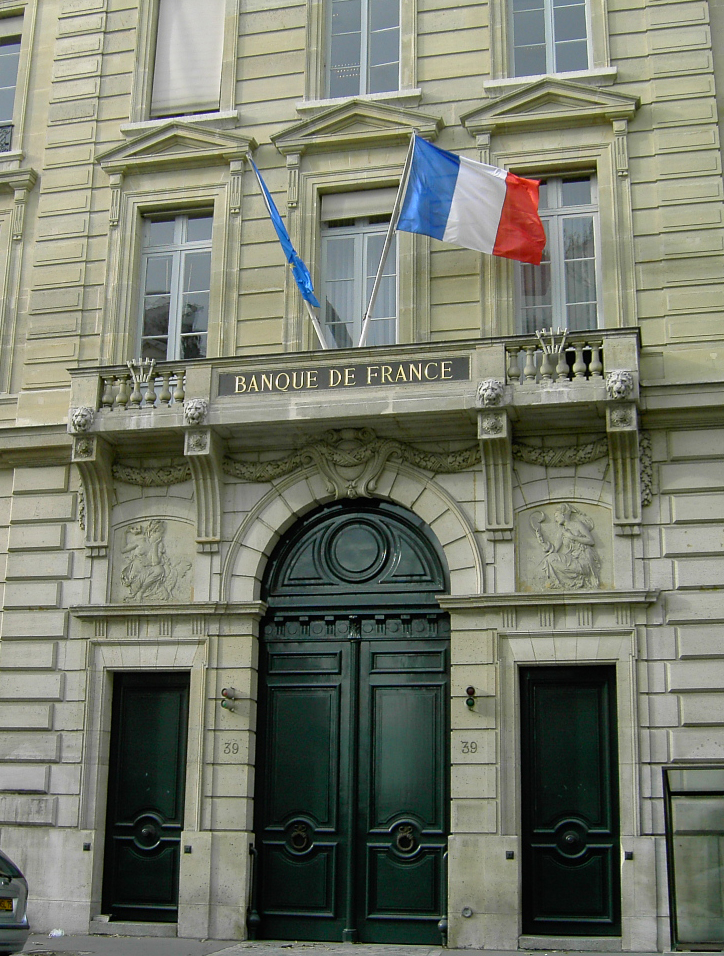
Debans est un des deux cents principaux actionnaires de la Banque de France.

Lorsque Bordeaux décide en 1859 de réunir les sociétés d'omnibus de la ville, Debans est un des associés à la création de la Compagnie générale des omnibus de Bordeaux en 1860 et en devient administrateur,.

#### Banque de France
Pierre Debans est un des deux cents principaux actionnaires de la Banque de France sous le Second Empire ; il est signalé parmi ceux qui cumulent quatre postes d'administrateur de sociétés. Il est aussi un des fondateurs et bienfaiteurs de la Caisse d'épargne de Bordeaux.
Il meurt à Bordeaux en 1866.

### Famille
Pierre Debans épouse à Paris en 1844 Joséphine Lamblardie, fille de l'ingénieur Antoine Elie Lamblardie (1784-1842) et de Marie Louise Sévène, et petite-fille de l'ingénieur Jacques Elie Lamblardie, fondateur de l'École polytechnique. 
Ils ont comme enfants :
- Marie Hélène Debans (1847-1906), qui épouse Edmond Victor Lefranc, magistrat, conseiller à la Cour, chef de cabinet du président du conseil Waddington et fils du ministre de l'Intérieur Victor Lefranc.
- Suzanne Debans (1849-1917), qui épouse M. Segrestaa, négociant à Bordeaux.
- Madeleine Debans (1850-1920).
- Marie Debans (1853-1879), qui épouse Charles Didiot.

Par sa sœur Marie Désirée Debans, épouse de Louis Decrais, Pierre Debans est l'oncle direct d'Albert Decrais (1838-1915), préfet, ambassadeur de France, ministre des Colonies. Il est aussi l'oncle du romancier Camille Debans.

## Sources bibliographiques
- « Debans », dans Hubert Bonin, Les Patrons du Second Empire : Bordeaux et la Gironde, Université de Caen, Picard, coll. « Les Patrons du Second Empire » (no 6), 1999 (ISBN 2708405608 et 9782708405608), p. 104 et suivantes. — Recension dans Christophe Lastécouères, « Les élites économiques de Bordeaux et de la Gironde... : Bonin (Hubert), Les patrons du Second Empire. Bordeaux et la Gironde, Paris-Le Mans, Picard-Cénomane, 1999 », Annales du Midi, 2000, tome 112, no 232, p. 539-541.
- Stéphane Blondel, « Les agents de change et la Bourse de Bordeaux au XIXe siècle », dans Etudes et documents, vol. IX : 1997, Ministère de l'économie, des finances et du budget ; Comité pour l'histoire économique et financière de la France, 1998 (ISBN 2110898240 et 9782110898241), p. 241-318.